# سیارک ۲۶۲۳۸
سیارک ۲۶۲۳۸ (به انگلیسی: 26238 Elduval، نامگذاری:1998QE32)۲۶۲۳۸مین سیارک کشف شده‌است که در ۱۷ اوت ۱۹۹۸ کشف شد.